# Prapetno
Prapetno – wieś w Słowenii, w gminie Tolmin. W 2018 roku liczyła 116 mieszkańców.